# Stichts Tram Museum

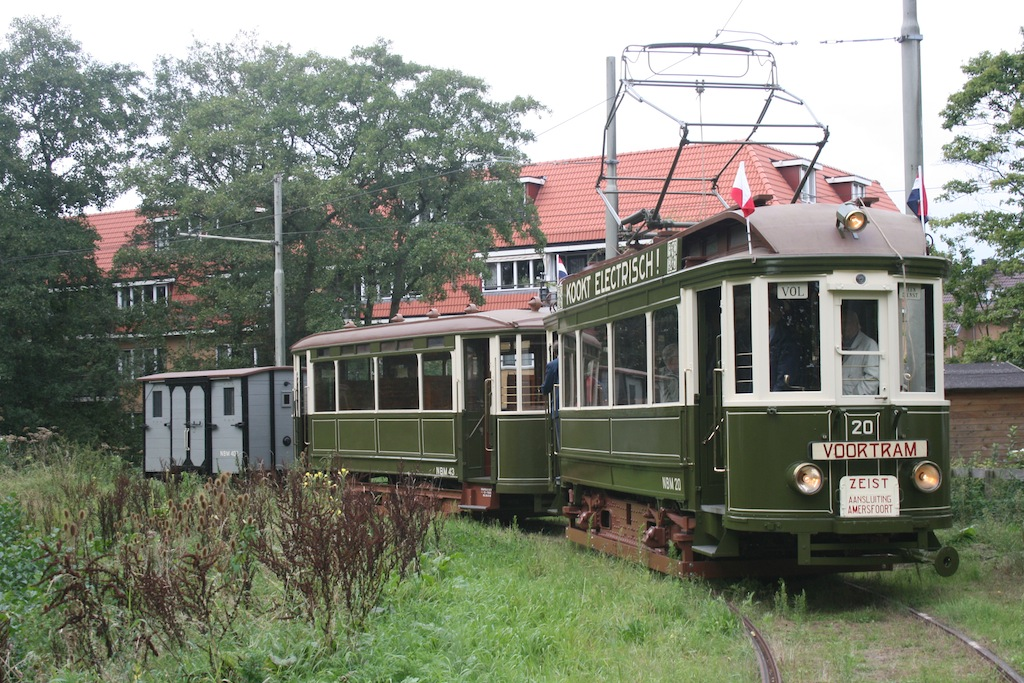
Tramstel NBM 20 + 43 + 402 op de Electrische Museumtramlijn Amsterdam te Bovenkerk; 21 september 2012.

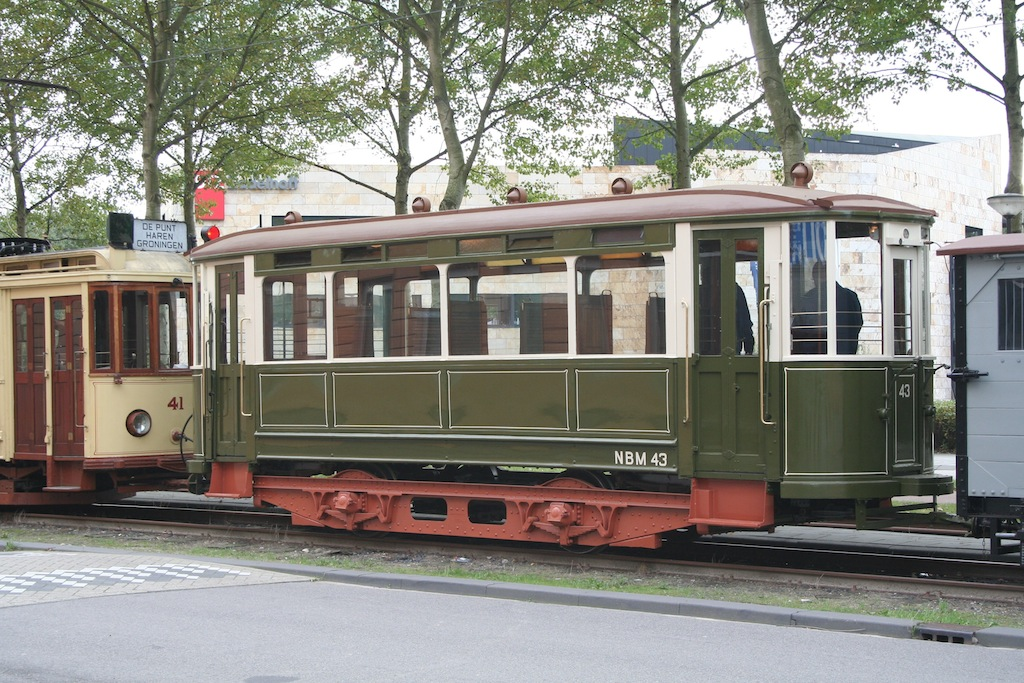
Bijwagen NBM 43 op de Electrische Museumtramlijn Amsterdam, halte Jollenpad; 29 oktober 2006.

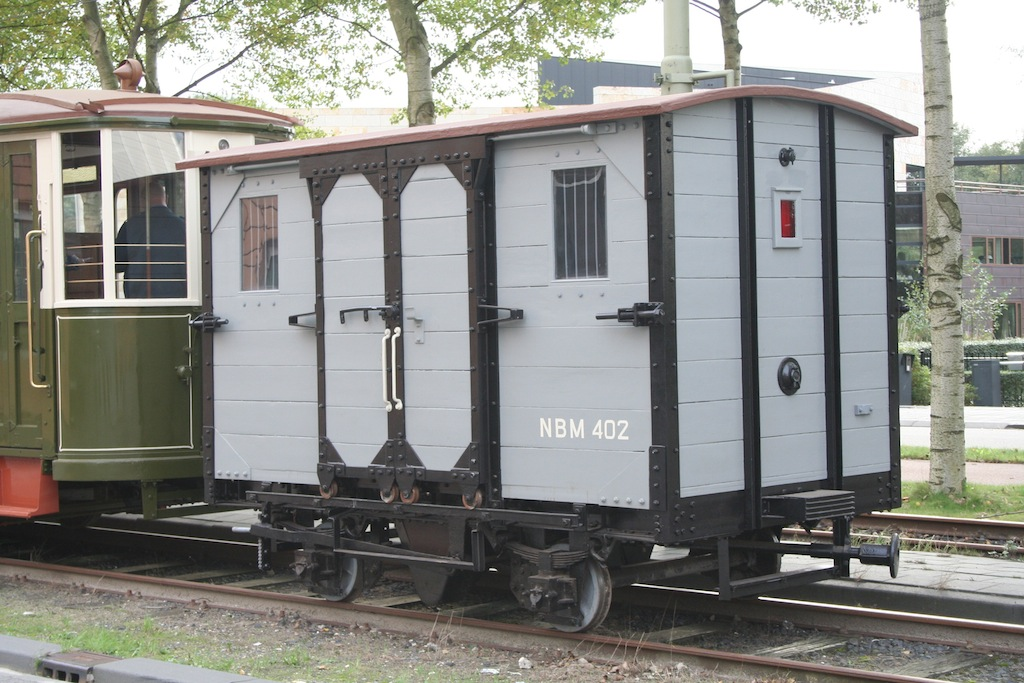
Goederenwagen "NBM 402" op de Electrische Museumtramlijn Amsterdam, halte Jollenpad; 29 oktober 2006.

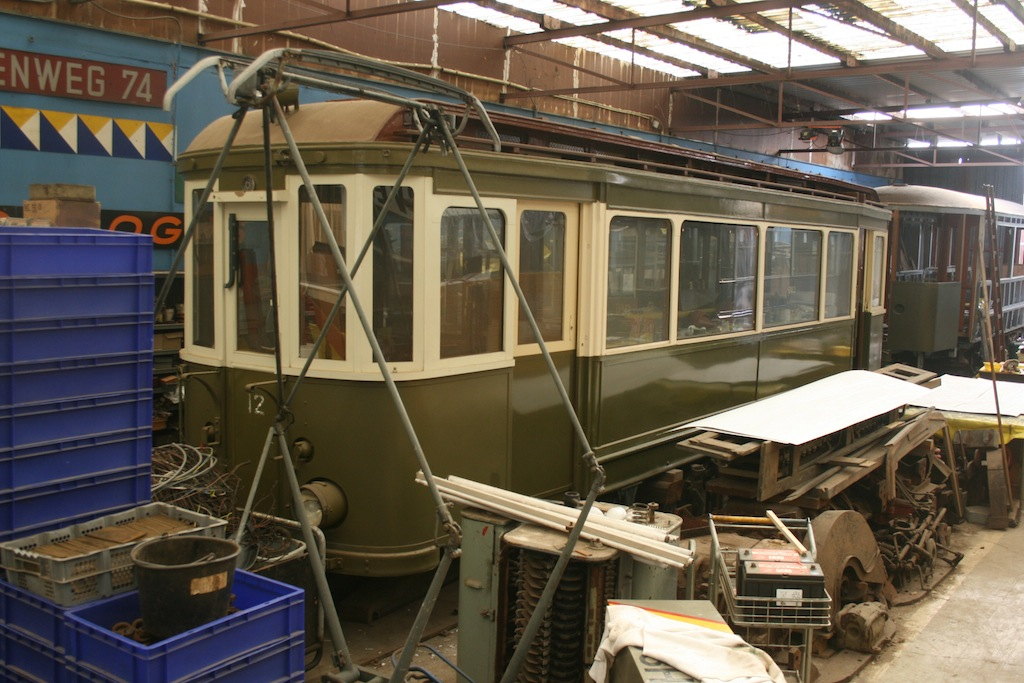
Motorwagen "NBM 12" bij de Electrische Museumtramlijn Amsterdam, Remise Karperweg; 20 september 2012.

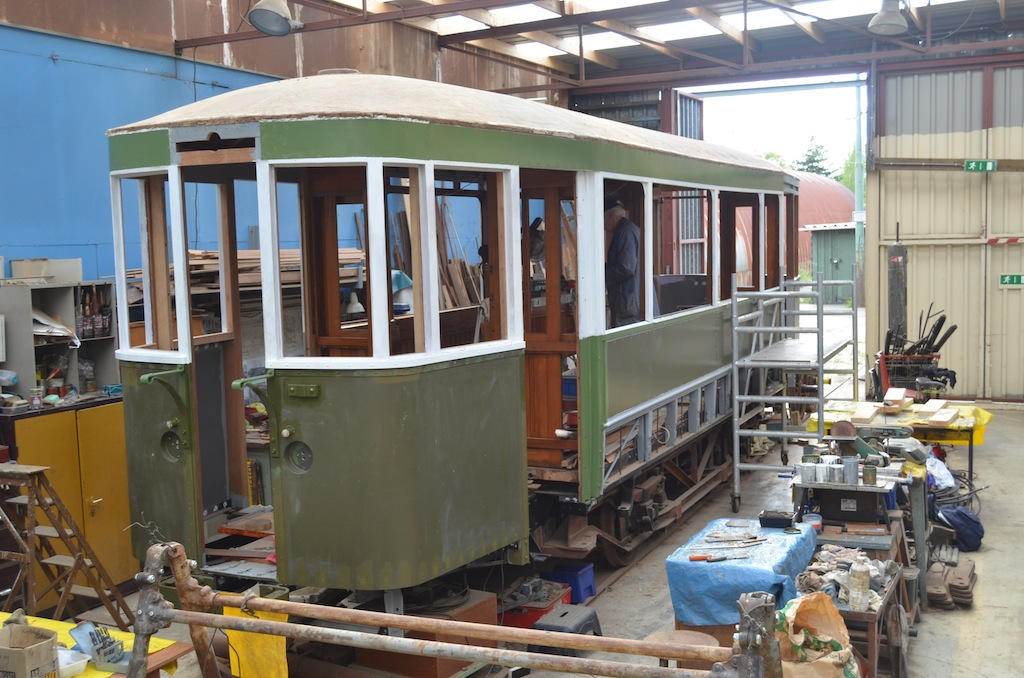
Bijwagen "NBM 55" bij de Electrische Museumtramlijn Amsterdam, Remise Karperweg; 20 september 2012.

De stichting Stichts Tram Museum (STM) streeft naar een regionaal trammuseum in de omgeving van Utrecht. De STM bezit onder andere motorrijtuig 20 en aanhangrijtuig 43 van de NBM-tramlijn Utrecht - Zeist. Ook worden in een der loodsen van de Electrische Museumtramlijn Amsterdam twee replica's gebouwd van niet meer bestaande NBM-trams die tussen Zeist en Utrecht reden.

## Utrechtse museumtrams
Van de trams die vroeger in de provincie Utrecht hebben gereden zijn enkele exemplaren behouden gebleven. Van de Gemeentetram Utrecht bestaat nog het in 1927 door Werkspoor gebouwde motorrijtuig 75 dat vanaf 1939 de Amsterdamse motorrijtuig 1 was. Na buitendienststelling in 1961 werd hij in 1978 in Amsterdamse uitvoering gerestaureerd en weer in dienst gesteld. Hij reed tot 2004 als zodanig op de Electrische Museumtramlijn Amsterdam (EMA) en op het Amsterdamse stadsnet. Dit motorrijtuig staat buiten dienst in afwachting van een revisie.

### NBM
Van de NBM-tramlijn Utrecht - Zeist zijn bij de EMA aanwezig motorrijtuig 20 (Allan, 1910) en aanhangrijtuig 43 (Allan, 1915). Na opheffing van de tramlijn in 1949 werden de motorrijtuigen  17 en 20 en aanhangrijtuig 43 verkocht aan de Kleinbahn Wesel-Rees-Emmerich (KWRE) in Duitsland. Na opheffing van deze lijn in 1966 keerden zij terug in Nederland. De 17 werd later gesloopt. De 20 en 43 kwamen in 1978 respectievelijk 1977, via de Stoomtram Hoorn-Medemblik, terecht bij de Electrische Museumtramlijn Amsterdam. Hier werden zij gerestaureerd en rijvaardig gemaakt. De 43 was gereed in 2006 en de 20 is op 21 september 2012 na een jarenlang restauratieproces in dienst gesteld. Samen vormen zij een rijvaardig tramstel. Behalve het motor- en aanhangrijtuig is nog een bagagewagen (402) beschikbaar. Deze ontstond door verbouwing van een goederenwagen uit Bonn (Duitsland).
De trams zijn het bezit van de stichting Stichts Tram Museum (STM) die in Amsterdam ook nog een replica bouwt van de NBM 12 (HAWA, 1921) uit een Haagse tram (256) van hetzelfde fabricaat en type. Ook is uit een Amsterdamse bijwagen (778) een replica NBM-aanhangrijtuig gemaakt dat nummer 55 heeft gekregen.
Voorts zijn van de tramlijn tramlijn Utrecht - Zeist nog drie (ex-)paardentrams bewaard gebleven. Zij kwamen na de opheffing van de tramlijn terecht in de collectie van het Nederlands Spoorwegmuseum (NSM) te Utrecht. Dit betreft de STM 16 (Beijnes, 1891), NBM 23 (De Groot, 1902) en NBM 28 (Ateliers Métallurgiques, 1902). De laatstgenoemde twee rijtuigen werden in september 2007 overgedragen aan de Tramweg-Stichting. In 2017 werd de NBM 28 gedoneerd aan de tramlijn van het Nederlands Openluchtmuseum maar keerde in 2019 weer terug naar Overloon wegens ruimtegebrek en gebrek aan financiële middelen om een uitgebreide restauratie uit te voeren.
Behalve het bovengenoemde materieel werden nog twee Amsterdamse (H39 en H46) en een Haagse voormalige pekelmotorwagen (H9) bewaard ten behoeve van toekomstige bestemmingen.
In maart 2024 werd de loods te Overloon ontruimd. De GVB H39, NBM 23 en 28 werden overgebracht naar een opslagruimte te Aalsmeer. De GVB H46 en HTM H9 werden te Amsterdam gesloopt.

## Materieeloverzicht (2024)

### Electrische Museumtramlijn Amsterdam
- Motorrijtuig 1 - Werkspoor 1927, ex-GVB 1 (301), ex-GTU 75, eigendom van Stichting Beheer Collectie Amsterdam Vervoer Museum (AVM)
- Motorrijtuig 12 - HAWA 1919, ex-HTM H12, ex-HTM 256
- Motorrijtuig 20 - Allan 1910, ex-NBM 20
- Aanhangrijtuig 43 - Allan 1915, ex-NBM 43
- Aanhangrijtuig 55 - Werkspoor 1917, ex-GVB 778
- Bagagewagen 402 - Both & Tilmann, ex-Bonn

### In opslagruimte Tramweg-Stichting, Overloon
(tot maart 2024, daarna Aalsmeer)
- Motorrijtuig H39 - Werkspoor 1918, ex-GVB 334
- Motorrijtuig H46 - Werkspoor 1918, ex-GVB 339 (maart 2024 gesloopt)
- Motorrijtuig H19 - Werkspoor 1926, ex-HTM H9, ex-299 (maart 2024 gesloopt)

#### NBM-wagens, niet eigendom van Stichts Tram Museum
(opgeslagen te Overloon tot maart 2024, daarna Aalsmeer)
- Aanhangrijtuig 23 - De Groot 1902, ex-NBM 23
- Aanhangrijtuig 28 - Ateliers Métallurgiques 1902, ex-NBM 28